# Love Yourself
«Love Yourself» (укр. Люби себе) — пісня канадського співака Джастіна Бібера з його четвертого студійного альбому Purpose (2015). Пісня була спочатку випущена як промосингл 9 листопада 2015 року, а пізніше вийшла як третій сингл альбому. Авторами пісні стали Бенні Бланко, Ед Ширан та Бібер, а спродюсував її Бланко. Як акустична поппісня «Love Yourself» поєднує звучання електрогітари та короткий шум труб як основного інструменту. Під час виконання пісні Бібер використовує хрипкий тон в нижніх регістрах. Лірично, пісня є зверненням до нарцистичної колишньої, яка повела себе неправильно з головним героєм.
У американському чарті Billboard Hot 100 та британському UK Singles Chart «Love Yourself» став третім поспіль синглом Бібера, що очолив чарт та він протримався сумарно 24 тижні у першій десятці американського чарту (пізніше чарт назвав пісню найкращим синглом 2016 року), а також став першим синглом Бібера, що посів першу сходинку американського чарту Adult Contemporary, у той час як у Великій Британії сингл шість тижнів перебував на вершині хітпараду. «Love Yourself» очолив чарти в п'ятнадцяти країнах, серед яких Австралія, Канада, Нова Зеландія та Швеція. «Love Yourself» була номінована на дві премії Греммі в категоріях «Пісня року» та «Найкраще сольне виконання поп-композиції». Вона стала сьомою найбільш продаваною піснею 2016 року в США.
Музичне відео на пісню вийшло разом із проєктом Purpose: The Movement 14 листопада 2015 року. На відео пара виконує інтерпретаційний танець у своєму будинку. Бібер промотував пісню виступами на телевізійних шоу, а також виступав з нею на церемоніях нагородження протягом 2015-16 років, а також включив її до треклиста свого світового концертного туру Purpose World Tour.

## Створення та випуск

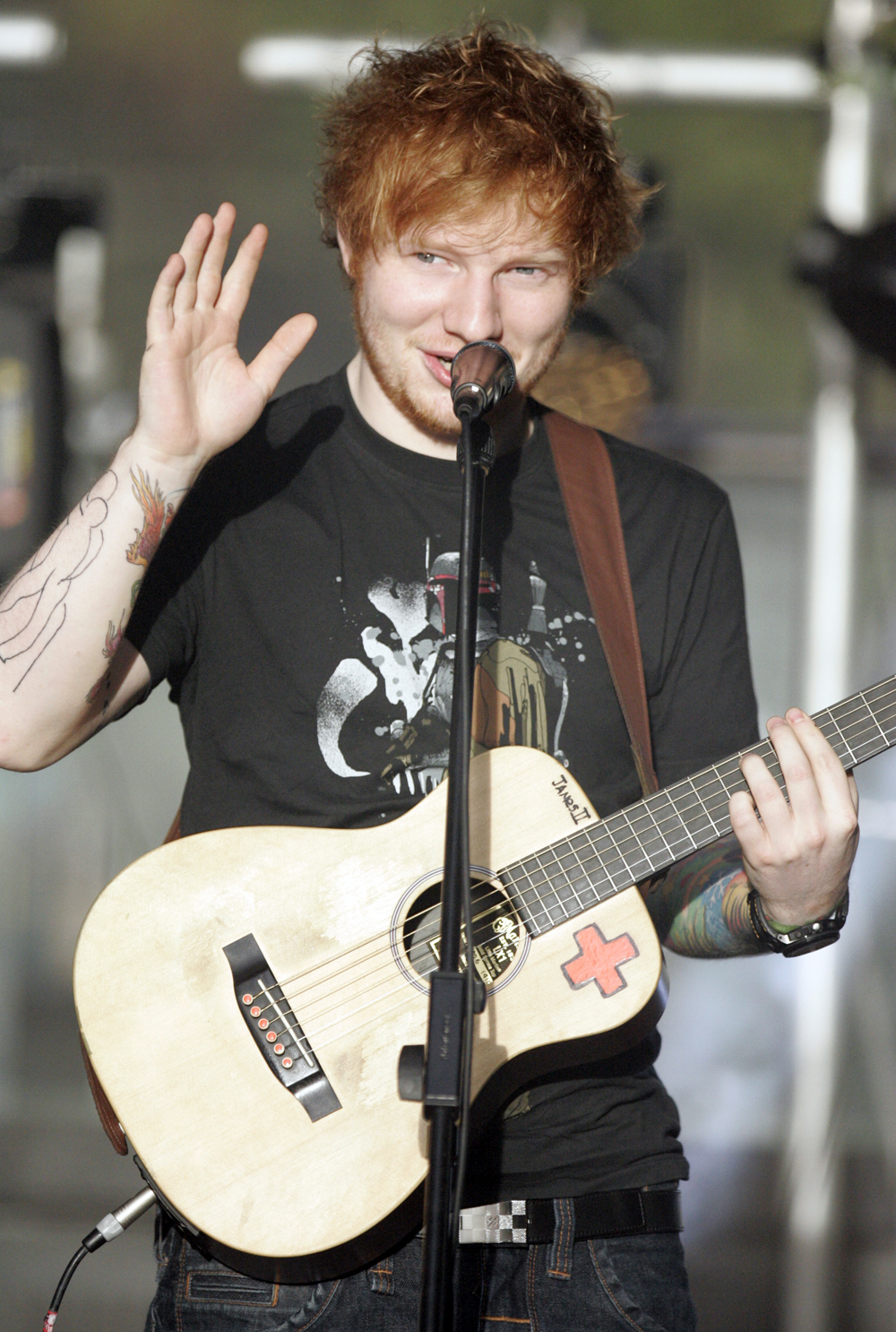
Ед Ширан (на фото) спочатку написав «Love Yourself» для свого альбому ÷, перш ніж подарувати його Біберу.

29 вересня 2015 року Джастін Бібер в інтерв'ю австралійському ранковому шоу Sunrise повідомив, що британський співак і автор пісень Ед Ширан написав пісню для його майбутнього альбому. Пізніше, в інтерв'ю для Capital FM Бібер розкрив деталі пісні, сказавши: «Це тільки я та гітара. По суті, так я і почав, граючи на вулиці з гітарою». Щодо Ширана він додав: «Я думаю, що він зараз один із найталановитіших авторів у грі, так щоб просто взяти його історію та наші історії і співставити їх разом і сказати „Що ви пережили?“ і розповісти ту саму історію». В іншому інтерв'ю для тієї ж радіомережі він прокоментував співпрацю з Шираном, заявивши: «Це був процес. Просто зібравшись разом, знаєте, в одній кімнаті ми зробили багато чого окремо. Він хороший хлопець, супер талановитий. Справді хороший автор пісень, так що просто мати можливість працювати з цим великим калібром піснярів було справді уже дивовижно». У 2017 році Ширан заявив, що «Love Yourself» була написана для його альбому ÷. В інтерв'ю він заявив, що трек був перероблений для Бібера.
9 листопада 2015 року «Love Yourself» була презентована на радіо Beats 1 разом із «The Feeling». Пісня також стала доступною в iTunes того ж дня як промосингл альбому Purpose, а пізніше була анонсована як офіційний третій радіосингл альбому. В інтерв'ю Раяну Сікресту, Бібер сказав, що «Love Yourself» — це «безумовно, про когось у моєму минулому, когось, кого я не хочу зашкодити», він назвав пісню «крутою, бо стільки людей можуть резонувати з цим, тому що скільки жінок ми покидаємо, що дуже не подобається мамі?»

## Композиція та текст
«Love Yourself» була написана Едом Шираном, Бенні Бланко та Джастіном Бібером, спродюсована Бенні Бланко, який також відповідав за інструментальну складову та програмування пісні. У пісні Ширан виступив беквокалістом. Відповідно до нот, опублікованих на вебсайті Musicnotes.com компанії Sony/ATV Music Publishing, пісня написана в тональності мі мажор з помірним темпом у 100 ударів на хвилину і музичним розміром ціла нота. Вокал Бібера охоплює діапазон від октави B2 до B4. Це акустична поппісня, що поєднує вокал, електрогітару та короткий шум труб, який вважався «найбільш приглушеним та найменш електронним із нових треків Бібера».
Лірично «Love Yourself» — це є зверненням до нарцистичної колишньої, яка повела себе неправильно з головним героєм, при цьому Бібер співав у спритному і злобному тоні, «ненавидячи дівчину за те, що вона занадто сильно любить себе». Перед приспівом він співає хрипким тоном у нижчих регістрах: «My mama don't like you, and she likes everyone» (укр. Моїй мамі ти не подобаєшся, їй подобаються всі), «у стилі, який добре підходить до стилю Ширана», згідно зі словами Бретані Спаноса з Rolling Stone. Далі він співає «And I [never] like to admit that I was wrong. And I've been so caught up in my job, didn't see what's going on, and now I know, I'm better sleeping on my own» (укр. І я [ніколи] не хотів визнати, що помилявся. І я так захопився своєю роботою, не бачив, що відбувається, і тепер я знаю, що краще спати самому). У приспіві Бібер співає: "Cause if you like the way you look that much, oh baby you should go and love yourself, " (укр. Тому що, якщо тобі так сильно подобається те, як ти так виглядаєш, о дитино, ти мусиш піти і любити себе), що, за словами Емі Девідсон з Digital Spy, «„любити себе“ (укр. love yourself) означає „йди на х*й“ (укр. go f**k yourself) у цьому контексті». 7 березня 2017 року композитор Ед Ширан заявив на Шоу Говарда Стерна, що спочатку написав пісню для Ріанни, а оригінальний текст справді включав «йди на х*й» (укр. go f**k yourself. У бриджі пісні Бібер використовує стиль «латунь-і-вокал».

## Критичні оцінки
Ендрю Унтербергер зі Spin назвав його «земляним, жорстким треком-поцілунком, у його куплетах представлений небачений для Бібера калібр деталей, а його мінімальний механізм дозволяє кожній ліричній колючці вколоти, як в одній з приглушених пісень. З таким кислим виноградом „Love Yourself“ все ще звучить вибагливо; одне з багатьох нагадувань цього року про те, що наполегливо прагнучи доброю людиною, Бібер, нарешті, може найкраще себе подати як п'ятку топ-40 свого жанру». Лія Грінблат з Entertainment Weekly відзначила пісню як один із її улюблених треків з альбому, назвавши його «першим світовим вогняно-народним треком-діссом». Емі Девідсон з Digital Spy погодилася з цим твердженням, назвавши пісню «смачною злою анонімною баладою». Шелдон Пірс з Complex похвалив «Sorry» і «Love Yourself» за те, що «показують найкращі сторони Бібера в тандемі: весь спектр його попстилей — блакитнокий соул, що наповнена як електронними, так і акустичними простори». Кеннет Партрідж з Billboard писав, що Бібер «переграє свою оновлену духовність… роблячи так, як Джон Меєр робить Сема Сміта», наводячи трек як приклад. Джош Гонсалес з Music Times вважав, що пісня є "крутою зміною темпу та музичним кивком до його дуету 2014 року з Коді Сімпсоном та їхньою спільною роботою «Home to Mama», « додавши: „Бібер — чудовий вокаліст і добре справляється з акустичними треками“.
Редакторка Consequence of Sound Джанін Шаулз відзначила, що „вся заслуга належить Ширановим магічних сил. Освіжаючі просто гітара і самотня труба інтерлюдійно супроводжують скромне виконання Бібера.“ Мішель Геслані з того ж видання висловила думку про те, що трек „звучить саме так, як ви очікували від зустрічі цих двох розумів“, вважаючи, що „Thinking Out Loud“ схрещений з низькою тональністю безнадійно закоханого Бібера». Кітті Емпір у публікації Обзервера оцінила пісню за те, що «дуже ефективно знімаючи все до гітарної лінії та вокалу.» Енні Залескі з The A.V. Club була неоднозначною, зазначивши, що «незважаючи на те, що він робить хороший відступ до минулих стосунків, це все ж загальний акустичний поп». У менш позитивному огляді Бред Нельсон з Pitchfork писав, що, лірично, «це марно, ані смішно, ані розумно, і це не дуже допомагає виправдати суворість його перспективи». Аль Хорнер з NME зауважив, що пісня є «традиційно Біберовою, і [її] великий поп-гук недоречний серед далекоглядної електронної квапливої ходи». Сем К. Мак з Slant Magazine назвав текст пісні «ненавмисно веселим». Алекс Макферсон з The National назвав пісню «приємною співпрацею Еда Ширана». Billboard поставив «Love Yourself» на 34 сходинку рейтингу «100 найкращих поп-пісень 2016 року».

## Позиції в чартах

### Сполучені Штати

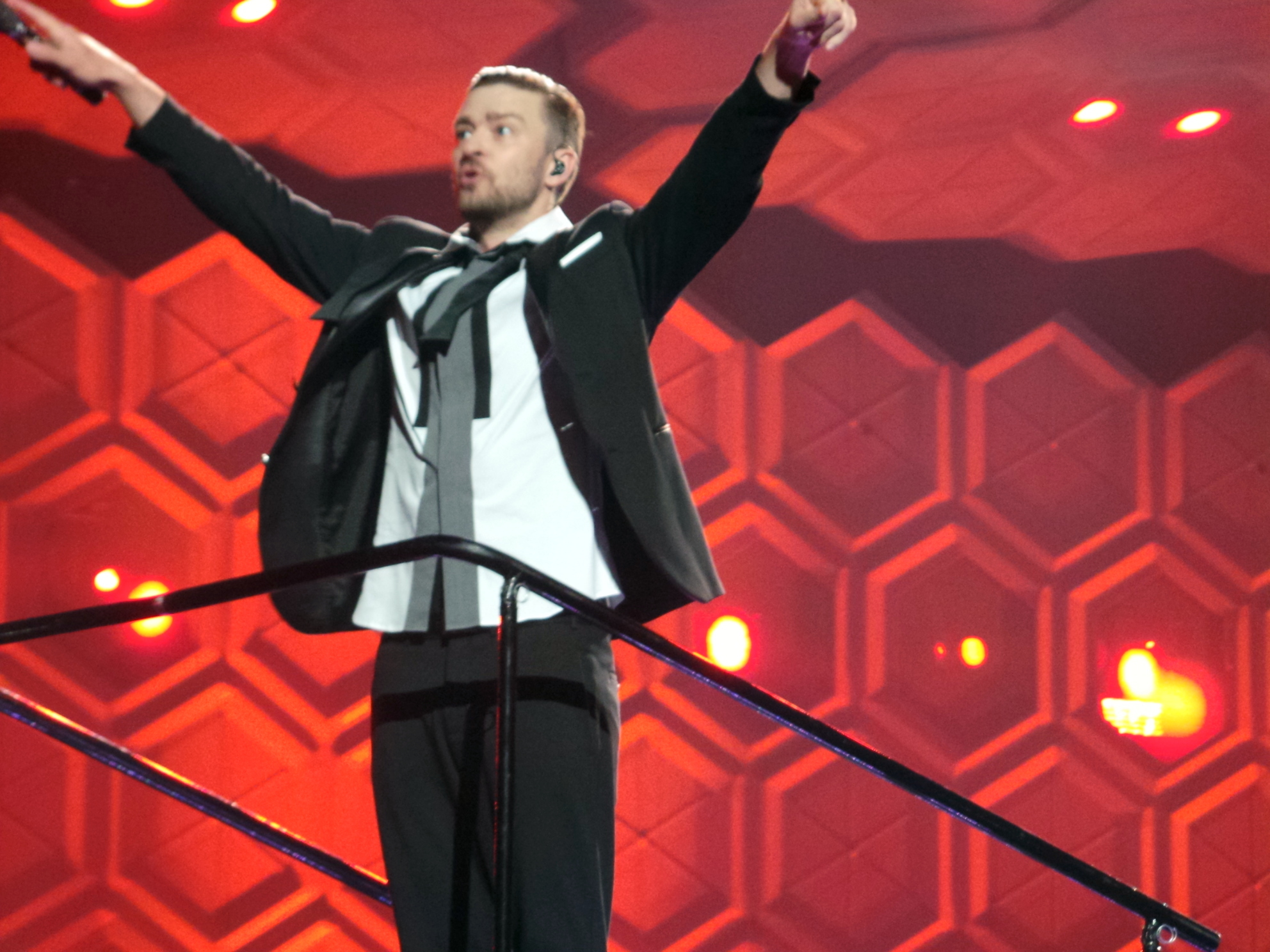
Бібер став першим артистом-чоловіком відтоді як три пісні з альбому Джастіна Тімберлейка (на фото) в 2006 році одночасно перебували у чарті США.

У Сполучених Штатах пісня дебютувала на четвертій сходинці чарту Billboard Hot 100, ставши дев'ятою піснею Бібера у першій десятці та третьою поспіль з альбому Purpose, що дебютувала у топ-10. Вона також дебютувала під другим та четвертим номером у чартах Digital Songs та Streaming Songs відповідно, здобувши 141.000 завантажень та 17,4 мільйонів потокових відтворень. Наступного тижня сингл опустився на сьому сходинку чарту Billboard Hot 100. Через два тижні у Billboard Hot 100 він піднявся з сьомої до п'ятої сходинки, в той час як «Sorry» Бібера і «What Do You Mean?» посідали другу та четверту сходинки відповідно. Таким чином, за три тижні після того, як «Love Yourself» дебютувала на четвертій сходинці, три пісні Бібера одночасно перебували у першій п'ятірці Billboard Hot 100, зробивши його третім артистом, якому це вдалося, після 50 Cent (2005). Бібер і The Beatles — це єдині виконавці, які були провідними виконавцями всіх трьох пісень. 6 лютого 2016 року «Love Yourself» піднялася з третьої на другу сходинку на Billboard Hot 100, тим часом «Sorry» Бібера очолювала чарт. Це зробило Бібер 17-м артистом в історії Billboard Hot 100, чиї сингли одночасно займали перші дві сходинки. Він також був 11-м артистом, чиї сингли, як провідного виконавця, одночасно займали перші дві сходинки Billboard Hot 100.
Наступного тижня «Love Yourself» замінив «Sorry» на вершині чарту, ставши третім поспіль синглом Бібера, що очолив чарт. Таким чином, Бібер став 12-м артистом, якому це вдалося за 57-річну історію Billboard Hot 100; до Бібера це вдалося The Weeknd, який також родом з Канади. Крім того, Purpose Бібера став першим альбомом артиста-чоловіка, три пісні з якого посіли першу сходинку чарту, відтоді як це вдалося Джастіну Тімберлейку з альбомом FutureSex/LoveSounds у 2006–07 роках. Після того як пісню було зміщено з вершини дебютний синглом «Pillowtalk» Зейна як сольного виконавця, протягом одного тижня вона знову повернулася на першу сходинку чарту. Крім того, «Love Yourself» замінив «Sorry» на вершині чарту Radio Songs з охопленням аудиторії у 144 мільйони, ставши другою піснею Бібера під номером один у чарті. Однак, наступного тижня «Love Yourself» був зсунутий з вершини чарту синглом Ріанни «Work» посіла другу сходинку. На середину 2016 року було продано 1,6 мільйона примірників пісні у США. Станом на 7 травня 2016 року «Love Yourself» протрималася 23-й тиждень поспіль у першій десятці Billboard Hot 100, побивши рекорд за тривалістю перебування дебютної пісні у топ-10 чарту, перевершивши результат пісень Ніккі Мінаж «Starships», Maroon 5 «Sugar» та Бібера «What Do You Mean?» і «Sorry». Згодом, цей рекорд побив сингл The Chainsmokers «Closer» (2016—2017), який 32 тижні протримався у топ-10 чарту. Крім того, пісня протрималася одинадцять тижнів у на вершині чарту Radio Songs. Крім того, 14 травня 2016 року «Love Yourself» став першим синглом Бібера, що посів першу сходинку чарту Adult Contemporary. Пісня стала найпопулярнішою піснею у США у 2016 році, здобувши майже 4 мільярди оцінок слухачів.
Протягом 2016 року було продано 1,8 мільйона примірників «Love Yourself» у США, таким чином помістивши сингл на сьоме місце у списку бестселерів серед пісень року. Загалом у країні продано 2,7 мільйона примірників.
«Love Yourself» очолила річний чарт Billboard Hot 100 Year-End, що був опублікований у грудні 2016 року, ставши найспішнішою піснею Бібера у чарті Billboard Hot 100 Year-End на сьогоднішній день, побивши рекорд встановлений його синглом «Boyfriend» у 2012 році. Це зробило його наймолодшим артистом на сьогоднішній день, який чий сингл посів першу сходинку у чарті Billboard Hot 100 Year-End в історії Billboard.

### Велика Британія
У Великій Британії «Love Yourself» дебютував під номером на третій сходинці чарту UK Singles Chart 19 листопада 2015 року, після виходу альбому Purpose. Наступного тижня він піднявся до другої сходинки, перш ніж замістив «Sorry» з вершини чарту 4 грудня 2015 року. Бібер став першим артистом, якому вдалося своєю піснею змістити свою пісню з вершини чарту, відтоді як це вдалося пісням Елвіса Преслі у 2005 році. «Love Yourself» стала третьою поспіль пісню Бібера на вершині чарту Великої Британії. Наступного тижня пісня залишилася на вершині чарту із комбінованими продажами у 114 тисяч одиниць, а «Sorry» залишився на другій сходинці, що зробило Бібера першим виконавцем, який коли-небудь змістив свою пісню з вершини чарту, і після цього ці обидві пісні трималися на перших двох сходинках два тижні поспіль. «Love Yourself» та «Sorry» залишилися на цих же позиціях наступного тижня, що зробило Бібера першим виконавцем, який коли-небудь чотири тижні одночасно утримувався на першій та другій сходинці чарту, побивши рекорд, який раніше встановили The Beatles, чиї пісні три тижні поспіль посідали перші дві сходинки чарту у 1967–68 роках. «Love Yourself» був зміщений з першого місця чарту благодійним синглом NHS Choir «A Bridge over You» з продажами у 31.000 одиниць. Однак сингл повернувся на першу місце наступного тижня, продовживши четвертий тиждень перебування на вершині чарту та забезпечивши цим місце синглу у британському рейтингу найкращих пісень 2016 року. Наступного тижня він залишився на вершині чарту, що зробило Бібера першим виконавцем в історії чарту UK Singles Chart, який одночасно займав перші три сходинки чарту з «Sorry» на другій сходинці та «What Do You Mean?», що піднявся на третю сходинку. Загалом, «Love Yourself» провів шість тижнів на вершині британського чарту. 4 січня 2016 року Official Charts Company повідомила, що «Love Yourself» здобула 719.000 комбінованих продажів у Великій Британії.

### Австралія
В Австралії сингл «Love Yourself» дебютував на третій сходинці чарту ARIA Singles Chart, після виходу альбому Purpose, ставши п'ятим синглом Бібера, що потрапив до першої трійки чарт Австралії. Того тижня три пісні Бібера перебували у першій десятці чарту: «Sorry» (2), «Love Yourself» (3) та «What Do You Mean?» (7). За два тижні «Love Yourself» став найпопулярнішим треком в країні і піднявся до другої сходинки чарту, та отримав золоту сертифікацію за продажі у понад 35.000 примірників. На четвертому тижні перебуванні у чарту пісня піднялася з другої на першу сходинку, змістивши сингл Адель «Hello» та здобула платинову сертифікацію за продажі понад 70.000 примірників. Це зробило Бібера єдиним артистом, дві пісні якого очолювали чарт у 2015 році, разом із попереднім синглом «What Do You Mean?», який очолив чарт протягом чотирьох тижнів поспіль у вересні. Наступна два тижні пісня залишалася на вершині чарту. На третьому тижні перебування на вершині чарту, пісні Бібера «Sorry» та «What Do You Mean?» посідали другу та восьму сходинку чарту відповідно. Бібер став першим артистом, який займав перші дві сходинку чарту, після того як це вдалося у 2013 році дуету Macklemore & Ryan Lewis з пісня «Same Love» та «Thrift Shop». Він також був першим артистом починаючи з 2012 року, три сингли якого одночасно перебували в першій десятці чарту з 2012 року. Ця пісня була першою піснею, що очолила чарт у 2016 році та протрималася сім тижнів поспіль на першій сходинці, що зробило Бібера восьмим у списку артистів, чия пісня сумарно (11) пробула на першій сходинці чарту у 2010-х роках. Крім того, цей сингл протримався найдовше на вершині чарту Австралії, серед усіх інших пісень Бібера. «Love Yourself» також очолила чарти у Швеції, Ірландії, Новій Зеландії, Нідерландах та Данії.

## Музичне відео

### Purpose: The Movement
Музичне відео на пісню було випущене на YouTube 14 листопада 2015 року разом з іншими відео із серії «Purpose: The Movement». Відео починається словами Бібера: "Кохання — це не «зроби для мене, і я зроблю для тебе». Це кохання. Кохання — це просто «я зроблю це для тебе, тому що хочу зробити це для тебе». Пізніше у відео з'являються чоловік та дружина — танцюристи Кіоне та Марі Мадрид, які танцюють у будинку. Згодом їх показано, як вони танцюють на екранах своїх телефонів. Відео закінчується, коли дружина прокидається і знаходить на подушці чоловіка записку із написом: «Люби себе».
Режисером відео стала Перріс Гоебел. Станом на жовтень 2019 року музичне відео зібрало понад 1,5 мільярда переглядів на YouTube.

## Виступи наживо та кавери

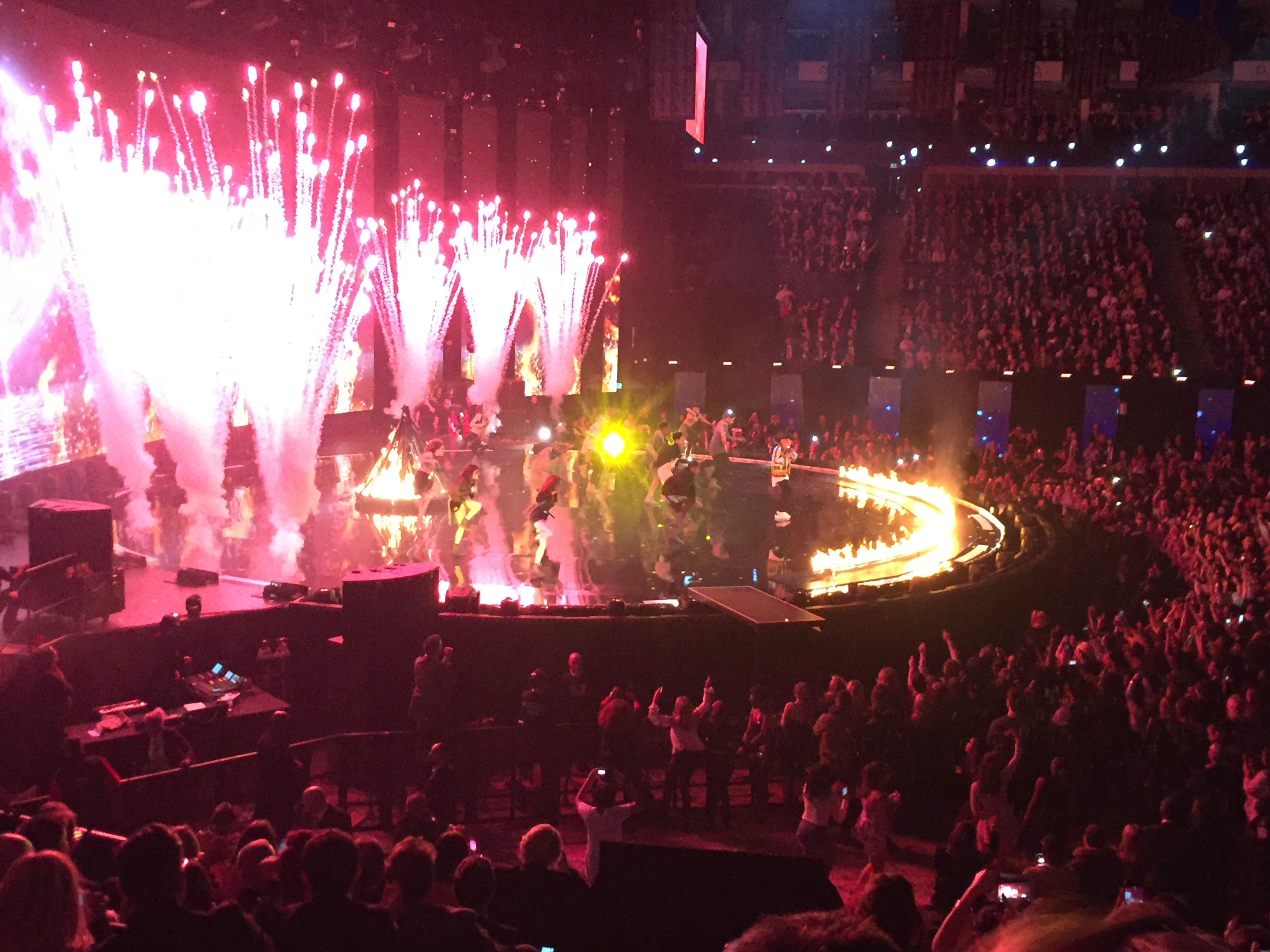
Бібер під час шоу

Бібер вперше виконав «Love Yourself» на Шоу Елен Дедженерес під час тижня присвяченому випуску альбому Purpose. 18 листопада 2015 року він також виконав пісню в ефірі програми The Today Show разом з іншими треками альбому. Бібер також додав пісню до сетлиста свого виступу на шоу Jingle Bell Ball 2015 радіостанції Capital FM. Пісня також була виконана Бібером на 58-ій церемонії «Греммі». Співак виконав акустичну версію треку з гітаристом Джеймсом Беєм перед тим, як виконати «Sorry» на церемонії нагородження Brit Awards 2016. Він також виконав акустичну версію пісні під час третьої церемонії нагородження iHeartRadio Music Awards, перш ніж перейти до виконання класичної версії «Company». «Love Yourself» також входила до сетлиста світового концертного туру Бібера Purpose World Tour. Він виконував її в супроводі акустичної гітари, сидячи на червоному оксамитовому дивані по центру сцени. Він виконав пісню на Radio Disney Music Awards під час спеціального шоу для фанатів. 4 червня 2017 року Бібер виконав «Love Yourself» на благодійному концерті One Love Manchester присвячене жертвам теракту у Манчестері 2017 року.
Канадська співачка Алессія Кара опублікувала відео з кавером «Love Yourself» на своєму каналі на YouTube 14 листопада 2015 року. Англійський співак Конор Мейнард також опублікував кавер на пісню на своєму каналі на YouTube 17 листопада 2015 року. Американська співачка Halsey також зробила кавер-версію пісні для студії Like a Version австралійської радіостанції Triple J 4 лютого 2016 року. Її версія привернула увагу, оскільки вона замінила «love yourself» (укр. люби себе) на «fuck yourself» (укр. іди нахуй). Британські співачки Йо Престон та Келлі Кіара спільно записали відповідь на пісню, причому версія називалася «Love Yourself vs F*ck Yourself» (укр. Люби Себе чи Іди На*уй). У своїй версії Кіара відповідає на текст Бібера, розповідаючи про звички обману хлопцями та непереборні ревнощі. Їх версія потрапила до чарту ARIA Charts, увійшовши до першої двадцятки, піднявшись до 16 сходинки.
Кавер на пісню також виконав американський поппанк гурт Grayscale для компіляції Punk Goes Pop Vol. 7, виданий лейблом Fearless Records 14 липня 2017 року.

## Автори і команда
Запис
- Записано на студії Record Plant, Лос-Анджелес, США
- Зведено на студії Henson Recording Studios

Автори
| - Джастін Бібер — вокал, беквокал, автор пісні - Бенні Бланко — продюсування, автор пісні, instrumentation, programming - Ед Щиран — автор пісні, беквокал - Філіп Бодоре — труба - Кріс «Anger Management» Склафані– інженіринг - Саймон Коен — інженіринг | - Джош Гудвін — інженіринг, зведення - Кріс «Tek» О'Рян– додатковий інженіринг - Анріке Андраде — додатковий інженіринг - Деррік Стоквелл — асистент зведення - Ендрю «Макмаффін» Люфтман — координатор продюсування - Сейф «Магіф» Хуссей — координатор продюсування |

Інформацію про команду і персонал отримано із опису альбому Purpose, Def Jam Recordings та сервісу Tidal.

## Чарти
| Чарт (2015–16)                            | Найвища позиція |
| ----------------------------------------- | --------------- |
| Аргентина (Monitor Latino)                | 10              |
| Австралія (ARIA)                          | 1               |
| Австрія (Ö3 Austria Top 75)               | 2               |
| Бельгія (Ultratop Flanders)               | 2               |
| Бельгія (Ultratop Wallonia)               | 3               |
| Канада (Canadian Hot 100)                 | 1               |
| Чехія (IFPI)                              | 1               |
| Чехія (Singles Digitál Top 100)           | 1               |
| Данія (Tracklisten)                       | 1               |
| Еквадор (National-Report)                 | 13              |
| Фінляндія (Suomen virallinen lista)       | 7               |
| Франція (SNEP)                            | 4               |
| Німеччина (Official German Charts)        | 3               |
| Угорщина (Single Top 40)                  | 6               |
| Ісландія (RÚV)                            | 4               |
| Ірландія (IRMA)                           | 1               |
| Ізраїль (Media Forest)                    | 1               |
| Італія (FIMI)                             | 10              |
| Японія (Japan Hot 100)                    | 75              |
| Ліван (Lebanese Top 20)                   | 1               |
| Нідерланди (Dutch Top 40)                 | 1               |
| Нідерланди (Mega Single Top 100)          | 1               |
| Нова Зеландія (RIANZ)                     | 1               |
| Норвегія (VG-lista)                       | 3               |
| Польща (Polish Airplay Top 100)           | 3               |
| Португалія (AFP)                          | 1               |
| 1                                         |                 |
| Шотландія (Official Charts Company)       | 1               |
| Словаччина (IFPI)                         | 1               |
| Словаччина (Singles Digitál Top 100)      | 1               |
| Словенія (SloTop50)                       | 1               |
| Південна Африка (EMA)                     | 1               |
| Південна Корея South Korea Chart (Gaon)   | 57              |
| Іспанія (PROMUSICAE)                      | 2               |
| Швеція (Sverigetopplistan)                | 1               |
| Швейцарія (Media Control AG)              | 4               |
| Велика Британія (Official Charts Company) | 1               |
| США (Billboard Hot 100)                   | 1               |
| США (Adult Contemporary) (Billboard)      | 1               |
| США (Adult Top 40) (Billboard)            | 1               |
| США (Hot Dance Airplay) (Billboard)       | 2               |
| США (Mainstream Top 40) (Billboard)       | 1               |
| США (Rhythmic) (Billboard)                | 2               |

| Чарт (2015)                               | Позиція |
| ----------------------------------------- | ------- |
| Австралія (ARIA)                          | 25      |
| Німеччина (Official German Charts)        | 98      |
| Нідерланди (Dutch Top 40)                 | 81      |
| Нідерланди (Single Top 100)               | 46      |
| Швеція (Sverigetopplistan)                | 51      |
| Велика Британія (Official Charts Company) | 24      |

| Чарт (2016)                               | Позиція |
| ----------------------------------------- | ------- |
| Аргентина (Monitor Latino)                | 39      |
| Австралія (ARIA)                          | 10      |
| Австрія (Ö3 Austria Top 40)               | 13      |
| Бельгія (Ultratop Flanders)               | 15      |
| Бельгія (Ultratop Wallonia)               | 21      |
| Бразилія (Brasil Hot 100)                 | 4       |
| Канада (Canadian Hot 100)                 | 2       |
| Данія (Tracklisten)                       | 2       |
| Франція                                   | 13      |
| Німеччина (Official German Charts)        | 12      |
| Угорщина (Single Top 40)                  | 33      |
| Ізраїль (Media Forest)                    | 6       |
| Італія (FIMI)                             | 18      |
| Нідерланди (Dutch Top 40)                 | 21      |
| Нідерланди (Single Top 100)               | 7       |
| Нова Зеландія (Recorded Music NZ)         | 3       |
| Польща (ZPAV)                             | 23      |
| Словенія (SloTop50)                       | 11      |
| Іспанія (PROMUSICAE)                      | 12      |
| Швеція (Sverigetopplistan)                | 10      |
| Швейцарія (Schweizer Hitparade)           | 9       |
| Велика Британія (Official Charts Company) | 8       |
| США (Billboard Hot 100)                   | 1       |
| США (Adult Contemporary) (Billboard)      | 2       |
| США (Adult Top 40) (Billboard)            | 7       |
| США (Dance/Mix Show Airplay) (Billboard)  | 12      |
| США (Mainstream Top 40) (Billboard)       | 1       |
| США (Rhythmic) (Billboard)                | 23      |

| Чарт (2018)             | Позиція |
| ----------------------- | ------- |
| США (Billboard Hot 100) | 193     |

## Сертифікації
| Регіон | Сертифікація  | Продажі   |
| --- | ------------- | --------- |
| Австралія (ARIA) | 6× Платиновий | 420 000   |
| Австрія (IFPI Austria) | Золотий       | 15 000    |
| Бельгія (BEA) | 2× Платиновий | 40 000    |
| Канада (Music Canada) | 7× Платиновий | 560 000   |
| Данія (IFPI Denmark) | 4× Платиновий | 360 000   |
| Німеччина (BVMI) | 3× Золотий    | 600 000   |
| Італія (FIMI) | 6× Платиновий | 300 000   |
| Мексика (AMPROFON) |               | 270,000   |
| Нова Зеландія (RIANZ) | 5× Платиновий | 0*        |
| Польща (ZPAV) | 3× Платиновий | 60 000    |
| Іспанія (PROMUSICAE) | 3× Платиновий | 120 000   |
| Швеція (IFPI Sweden) | 9× Платиновий | 360 000   |
| Велика Британія (BPI) | 4× Платиновий | 2 400 000 |
| США (RIAA) | 7× Платиновий | 2,845,000 |
| *продажі, що базуються лише на сертифікаціях · ^відвантаження, що базуються лише на сертифікаціях · продажі+прослуховування, що базуються лише на сертифікаціях |               |           |

## Історія випуску
| Країна | Дата             | Формат                 | Лейбл     | Прим.   |
| ------ | ---------------- | ---------------------- | --------- | ------- |
| Різні  | 9 листопада 2015 | Цифрове завантаження   | Def Jam   | [ 167 ] |
| Італія | 15 квітня 2016   | Contemporary hit radio | Universal | [ 168 ] |